# Мукунда Даса
Муку́нда Да́са (IAST: Mukunda Dāsa) — кришнаитский святой, живший в Бенгалии и Ориссе в XVI веке.
Мукунда родился в бенгальской деревни Шрикханды в семье вайшнавского поэта и святого Нарахари Саракара. Он поступил на службу к мусульманским правителям Бенгалии и занял должность придворного врача при дворе Хуссейн Шаха. Описывается, что однажды, при виде веера из павлиньих перьев, которым обмахивали Шаха, Мукунда переполнился воспоминаниями о Кришне, пришёл в духовный экстаз и потерял сознание.
С целью расширить проповедь в Шрикханде, Чайтанья наложил на членов семьи Саракары различные обязанности. Мукунде, работавшему врачом по вызову, было сказано зарабатывать деньги, следовать духовным принципам и «наращивать своё духовное богатство». Нарахари Саракаре Чайтанья приказал всегда оставаться в обществе вайшнавов и проповедовать. Сыну Мукунды, Рагхунандане, Чайтанья поручил поклонение семейному божеству. Маханидхи Свами отмечает, что в этом случае Чайтанья учит, что «посредством различных видов деятельности каждый может быть занят в служении Кришне».
В традиции гаудия-вайшнавизма принято считать, что в вечных играх Кришны Мукунда Даса служит Радхе-Кришне как Вриндадеви.